# Omul de marmură
Omul de marmură este un film din 1976 regizat de Andrzej Wajda.
În sondajul din 2015 realizat de Muzeul Polonez al Cinematografiei din Łódź, Omul de marmură a fost considerat al 14-lea cel mai bun film polonez din toate timpurile.